# The Children (miniserie)
The Children is een driedelige Britse dramaminiserie uit 2008 onder regie van David Evans, naar een verhaal geschreven door Lucy Gannon. De serie werd in april 2010 in Nederland door de KRO en in mei 2010 in Vlaanderen door Eén uitgezonden.

## Verhaal
De gescheiden Cameron woont samen met zijn nieuwe vrouw Sue en diens dochtertje Emily. Op een dag zet zijn ex-vrouw Anne hun rebelse tienerzoon Jack het huis uit, waarop die bij hen komt inwonen. Ook met Emily zijn er problemen. Als ze de baby van haar vader Paul en diens nieuwe vrouw Natasha laat vallen wil Natasha haar niet meer in de buurt hebben.
Jack gedraagt zich vreemd en lijkt Emily te stalken. Dan beschuldigd ze hem van aanranding en wil Sue hem niet meer in huis. Cameron weet dat het meisje liegt, maar weet ook dat zo'n beschuldiging voor altijd aan Jack zal blijven kleven.
Op een namiddag wordt Emily door de buurvrouw dood aangetroffen in de tuin. Iemand heeft Emily zo hard geslagen dat ze een gebroken nek heeft opgelopen. Er volgt een scène waarin te zien is hoe Cameron haar slaat, gevolgd door Jack en vriendinnetje Nicky, Paul, Sue en Anne. Ten slotte is een berouwvolle Natasha te zien, die aan tafel zit te snikken.

## Rolverdeling
- Kevin Whately als Cameron.
- Freddie Boath als Jack, Camerons' veertienjarige zoon.
- Geraldine Somerville als Sue, Camerons' nieuwe vrouw.
- Sinead Michael als Emily, Sue's achtjarige dochter.
- Lesley Sharp als Anne, Camerons' ex-vrouw.
- Owen Teale als Peter, Anne's nieuwe vriend.
- Ian Puleston-Davies als Paul, Sue's ex-man.
- Kate Ashfield als Natasha, Pauls' nieuwe vrouw.
- Rachael Elizabeth als Nicky, het blonde buurmeisje.